# Station Arques-la-Bataille
Station Arques-la-Bataille is een voormalig treinstation gelegen op het grondgebied van de gemeente Arques-la-Bataille in het departement Seine-Maritime in de regio Normandië. Het station ligt op de lijn van Saint-Denis naar Dieppe, .
Het is gesloten voor passagiers, maar staat nog open voor goederenvervoer voor als stamlijn (ITE).

## Ligging
Het station ligt op een hoogte van 8 meter boven zeeniveau op kilometerpunt (PK) 161,397 van de lijn van Saint-Denis naar Dieppe, tussen de eveneens gesloten stations van Dampierre-Saint-Nicolas en Rouxmesnil-Flessen.

### Spoorweggebouwen
Het oude passagiersgebouw van het station is gesloten en wordt niet meer wordt gebruikt voor de spoordienst. Het was in 2015 nog steeds dichtgemetseld en verlaten. In 2013 plande de gemeente een herbestemming voor het gebouw, en reserveerde hiervoor een budget van 50 000 euros, maar tot daadwerkelijke uitvoering was het nog niet gekomen.